# Baliarrain
Baliarrain es una localidad y municipio español situado en la provincia de Guipúzcoa, comunidad autónoma del País Vasco. Cuenta con una extensión de 9,2 km² y una población de 154 habitantes (INE 2024). 

## Geografía
Se sitúa en la parte centro-sur de su provincia, dentro de la comarca del Tolosaldea. Es uno de los municipios más pequeños y menos poblados de Guipúzcoa.
El municipio limita al norte con Legorreta, al oeste con Alzaga, al sur con Gaínza y al este con Orendáin.
El municipio ocupa la ladera este del monte Altzagamendi, en las últimas estribaciones de la sierra de Aralar hacía el río Oria. El municipio está en pendiente y va desde su punto más elevado; la cumbre Altzagamendi hasta la regata de Ibiur.
La capital de la comarca, Tolosa, está a 11 km en dirección noreste. La capital provincial, San Sebastián se sitúa a 36 km. El pueblo más cercano es Icazteguieta que está a solo 3,5 km de distancia por carretera. Poblaciones como Orendáin y Alzaga están aún más cerca pero campo a través. A Baliarrain se llega tras salir de la A-1 (autovía Madrid-Irún) a la altura de Icazteguieta o Legorreta y recorrer unos kilómetros a través de la GI-2131, la carretera que va paralela a dicha autovía. A pocos kilómetros de Icazteguieta se encuentra un desvío en la GI-2131 que a través de una carretera local nos lleva a Baliarrain.

### Embalse de Ibiur
En febrero de 2004 se colocó la primera piedra del embalse de Ibiur, situado principalmente en los términos municipales de Baliarráin y Orendáin. Las obras de construcción de este embalse finalizaron en octubre de 2008.
La capacidad de almacenamiento del embalse es de 7,58 hectómetros cúbicos, siendo la altura de la presa construida de 70 metros de altura sobre cimientos. Sirve de abastecimiento de agua potable a 12 municipios de Tolosaldea y a Andoáin, dando servicio a aproximadamente 55.000 personas. La construcción del embalse ha ido acompañada de la construcción de una estación de tratamiento de agua potable.
La construcción del embalse no ha estado exenta de polémicas ante la oposición de algunos ayuntamientos de la zona a su construcción. Ello produjo un gran retraso en las obras que debían haber comenzado en 1998.

## Economía
Baliarrain es uno de los típicos núcleos rurales que abundan en las comarcas de Tolosaldea y Goyerri.
La evolución de su población a lo largo del siglo XX ha sido la siguiente. Comenzó el siglo con 224 habitantes. Al contrario que la mayoría de los municipios rurales guipuzcoanos que contaron con un crecimiento de población en la primera mitad del siglo, Baliarrain asistió a una disminución moderada pero continua de su población con la excepción de un ligero repunte en la década de 1950. Esto se debió principalmente a su situación aislada y la falta de buenas comunicaciones con las que contaba a principios del siglo XX.
En 1960 el municipio contaba aún con 180 habitantes. En las décadas posteriores se produjo un acelerón en el proceso de despoblación y envejecimiento de la población, debido a la crisis del caserío como medio de vida. Sin embargo desde hace unos 15 años aproximadamente la población se ha estabilizado en torno a los 100 habitantes (99 vecinos en 1991, 98 en 2004 y 100 en 2008). Se trata del municipio menos poblado de Guipúzcoa, ya que en 2006 fue superado por Oreja.
Según datos del último censo de población y viviendas del EUSTAT, en 2001 había un 49,5% de población activa en Baliarrain. En aquel censo no figuraba ningún parado entre la población del municipio. En 2008 figuraban 2 parados en el municipio.
Por sectores económicos, en 2001 el 39,6 % de la población trabajaba en el sector servicios, el 37,5 % en la industria, el 18,7 % en la construcción y sólo el 4,2 % en la agricultura.
Casi la mitad de los baliarraindarras (47,9 %) trabajaban en su propio pueblo, mientras el resto lo hacía en otros municipios. Apenas hay trabajadores foráneos en el municipio.
Existen pocos negocios en el municipio. Hay montado un albergue-restaurante  y existe una pequeña empresa constructora en el municipio. No hay comercios ni centros industriales en Baliarrain.
Las personas que no trabajan por cuenta propia o en alguna de las empresas del municipio se desplazan a las localidades vecinas a trabajar en los centros industriales y urbanos
Los caseríos poseen su correspondiente terreno agrícola asociado. Sin embargo los trabajadores agrícolas representan una parte minoritaria de la población activa. Esto se debe a que las labores agrícolas suelen considerarse generalmente una fuente suplementaria o adicional de ingresos, como suele ser habitual en el medio rural vasco.
La práctica totalidad de la población conoce el euskera, que es el idioma de uso más habitual en las relaciones vecinales y familiares.
En las últimas elecciones autonómicas celebradas en abril de 2005 la candidatura más votada fue EHAK con el 62,7 % de los votos, seguido de la coalición nacionalista EAJ/PNV-EA con el 27,1 %.

## Demografía
| Gráfica de evolución demográfica de Baliarrain entre 1842 y 1960 |
| |
| Población de derecho según los censos de población del INE Población de hecho según los censos de población del INEEntre el censo de 1970 y el anterior, este municipio desaparece porque se agrupa en el municipio Iruerrieta Entre el censo de 1991 y el anterior, aparece este municipio porque se segrega del municipio de Iruerrieta el 10 de febrero de 1988 |

Baliarrain cuenta con una población de 154 habitantes (INE 2024).
| Gráfica de evolución demográfica de Baliarrain entre 1991 y 2021 |
| |
| Población de derecho según los censos de población del INE Población de hecho según los censos de población del INEEntre el censo de 1991 y el anterior, aparece este municipio porque se segrega del municipio Iruerrieta |

## Administración y política

### Gobierno municipal
| Partido político                    | 2015 | 2015       | 2011  | 2011       | 2007  | 2007       | 2003  | 2003       | 1999  | 1999       | 1995 | 1995       | 1991 | 1991       |
| Partido político                    | %    | Concejales | %     | Concejales | %     | Concejales | %     | Concejales | %     | Concejales | %    | Concejales | %    | Concejales |
| Herritarrak                         | —    | —          | 90,14 | 5          | 98,15 | 1          | 96,92 | 5          | —     | —          | 100  | 1          | —    | —          |
| Partido Popular del País Vasco (PP) | —    | —          | 0,00  | 0          | 0,00  | 0          | 0,00  | 0          | —     | —          | —    | —          | —    | —          |
| Herrigintza                         | —    | —          | —     | —          | —     | —          | —     | —          | 98,33 | 1          | —    | —          | —    | —          |
| Independientes                      | —    | —          | —     | —          | —     | —          | —     | —          | —     | —          | —    | —          | 100  | 1          |

#### Evolución de la deuda viva municipal
El concepto de deuda viva contempla sólo las deudas con cajas y bancos relativas a créditos financieros, valores de renta fija y préstamos o créditos transferidos a terceros, excluyéndose, por tanto, la deuda comercial. La deuda viva municipal por habitante en 2014 ascendía a 323,08 €.
| Gráfica de evolución de la deuda viva del Ayuntamiento entre 2008 y 2023                             |
| |
| Deuda viva del Ayuntamiento de Baliarrain, en miles de euros, según datos del Ministerio de Hacienda |

### Organización territorial
No hay barrios como tal en Baliarrain. El municipio tiene una estructura formado por un pequeño casco urbano (Hirigunea) y un poblamiento disperso formado por caseríos que se extienden por el término municipal.
El casco urbano (Hirigunea) de Baliarrain es un conjunto pequeño de casas y edificios en torno a una plaza y a la parroquia del pueblo, la iglesia de Nuestra Señora de la Asunción. Además de la iglesia se encuentran aquí el frontón cubierto, la casa del párroco Erretoretxea, el nuevo ayuntamiento Udaletxe Berria y varias casas que llevan los nombres de Zigorraga, Erbeta Berri, Etxeberri, Roman Enea y Arlatz. A ambos lados de este núcleo tradicional se han construido dos calles nuevas que han permitido aumentar considerablemente la población del municipio en los últimos años con 16 nuevas viviendas y cerca de 50 vecinos. La primera en ser construida fue Muñogain Kalea (calle de la cima de la colina) formada por 8 casas que se llaman Oskarbi, Auñamendi, Kostata, Namaste, Garate-Behekoa, Garate-Goikoa, Urki y Muñoa. La calle más recientemente construida es Malkor Kalea (calle del peñasco). En este conjunto se concentra el 60 % de la población del municipio; unos 25 habitantes en el núcleo original y casi 50 más en las casas nuevas construidas.
El resto de la población vive en algo más de 20 caseríos dispersos en el municipio, tanto ladera arriba del casco urbano como ladera abajo hacia el fondo del valle del Ibiur.A nivel administrativo los caseríos dispersos se dividen en dos grupos:
- Herriz Bera: son las casas y caseríos situados del pueblo hacia abajo. Es decir los caseríos a los que se accede desde la carretera que baja de Baliarrain hacia el valle del Oria e Icazteguieta. Son los siguientes caseríos: Aldape, Irabi, Irabi-Azpi, Bidasola, Bidearte, Azpi-Saletxe y Ermenta-Etxeberri.
- Herriz Gora: son por su parte las casas y caseríos situados del pueblo hacia arriba, en el camino que sube desde Baliarrain hacia las campas de Abali donde hay varios caseríos. Son los siguientes caseríos: Abali-Zelai Goikoa, Abali-Goena, Abali-Bitarte, Abali-Barrena, Errila, Saletxe, Abali-Maritxunea, Agerre, Probintzi, Bregeldi, San Belardi, Mimendi, Lopetegi, Lopetegi Berri, Gorostartzu y Dorregi.

## Historia
Baliarrain aparece mencionada por primera vez a mediados del siglo XIV en una escritura de concordia por la que se avecina junto con Orendáin e Icazteguieta a la vecindad de Tolosa.
Esta dependencia se prolongó hasta 1615, cuando compró a la Corona el título de villa, emancipándose totalmente de Tolosa.
A partir de ese año formó con las vecinas poblaciones de Amézqueta, Alzo y Abalcisqueta la Unión de Amézqueta, para costear de manera conjunta un representante en las Juntas Generales de Guipúzcoa. Con la reforma municipal del siglo XIX, Baliarrain se transformó en municipio.
Debido a su pequeñez, el municipio pasaba graves problemas financieros y por ello en 1967 se fusionó con los vecinos municipios de Icazteguieta y Orendáin para formar el municipio de Iruerrieta.
En 1991 Iruerrieta se disolvió y Baliarráin recuperó su autonomía municipal.

## Cultura

### Patrimonio
Es un municipio pequeño que no cuenta con gran patrimonio. Lo más destacable es la iglesia de Nuestra Señora de la Asunción, un templo de aspecto rural y rústico.
Como en otras localidades rurales de Guipúzcoa lo más destacado es el paisaje y la arquitectura tradicional de caseríos, como el caserío Lopetedi.

### Fiestas
- Las fiestas patronales se celebran el 15 de agosto por la Asunción.

## Personas destacadas
- Eneko Garmendia Zubeldia (1981): campeón de Euskadi de recogida de mazorcas (deporte rural vasco), en 2007 y 2012[11]
- Arkaitz Arteaga Bereziartua (1984): campeón de Euskadi de segalaris (segadores) en 2008
- Julen Zalakain Azpiroz (1999): campeón del mundo de League of Legends, con el mote de "G2 Sowie". Se considera el mejor jugador del mundo con el campeón Shen
- Arkaitz Arteaga: Segalari[12]